# Ооцукі Фуміхіко
Ооцукі Фуміхіко (大槻 文彦, 22 грудня 1847 — 17 лютого 1928) — японський лексикограф, лінгвіст та історик. Найбільш відомий своїми японськими словниками, які він редагував: «Ґенкай» (言海, дослівно «море слів», 1891) та його послідовник «Дайґенкай» (言海, дослівно "велике море слів, 1932—1937) та своїми роботами з японської граматики.

## Біографія
Ооцукі Фуміхіко народився в Кобікі-чьо (木挽町), районі Едо, який тепер входить до Ґіндзи (Токіо). Він був третім сином конфуціанського та західного вченого Ооцукі Ґентаку (大槻玄沢). Наслідуючи родинну традицію, він взявся за західні науки, вивчаючи англійську і математику у школі Кайсейджьо (одній із попередників Токійського університету).
У молодості Ооцукі працював радником клану Сендай і брав участь у битві при Тоба-Фушімі на війні Бошін, коли після програшу шьоґунату Токуґави запанувала Реставрація Мейджі. Після Реставрації Мейджі він працював перекладачем, вивчаючи англійську від американців у портовому місті Йокохама. Близько 1872 року він долучився до редагування англійсько-японського словника для Міністерства освіти, а пізніше працював над підручниками та викладач у школах префектури Міяґі.
Хоча Ооцукі покрив витрати за публікацію першого «Ґенкай» з власної кишені, згодом словник перевидали та розповсюдили комерційними виданнями, які розійшлися тисячами накладів. Частково базований на західній моделі монолінгвістичних словників, «Ґенкай» подавав не тільки базову інформацію про слова — їхнє представлення каною та канджі і їхнє тлумачення японською — а й також вимову, етимологію та приклади їхнього використання. Наступник цього словника, чотиритомний "Дайґенкай, хоч і публікувався під іменем Ооцукі і базувався на частині його роботи, вийшов у світ кілька років після його смерті та був завершений іншими лексикографами.

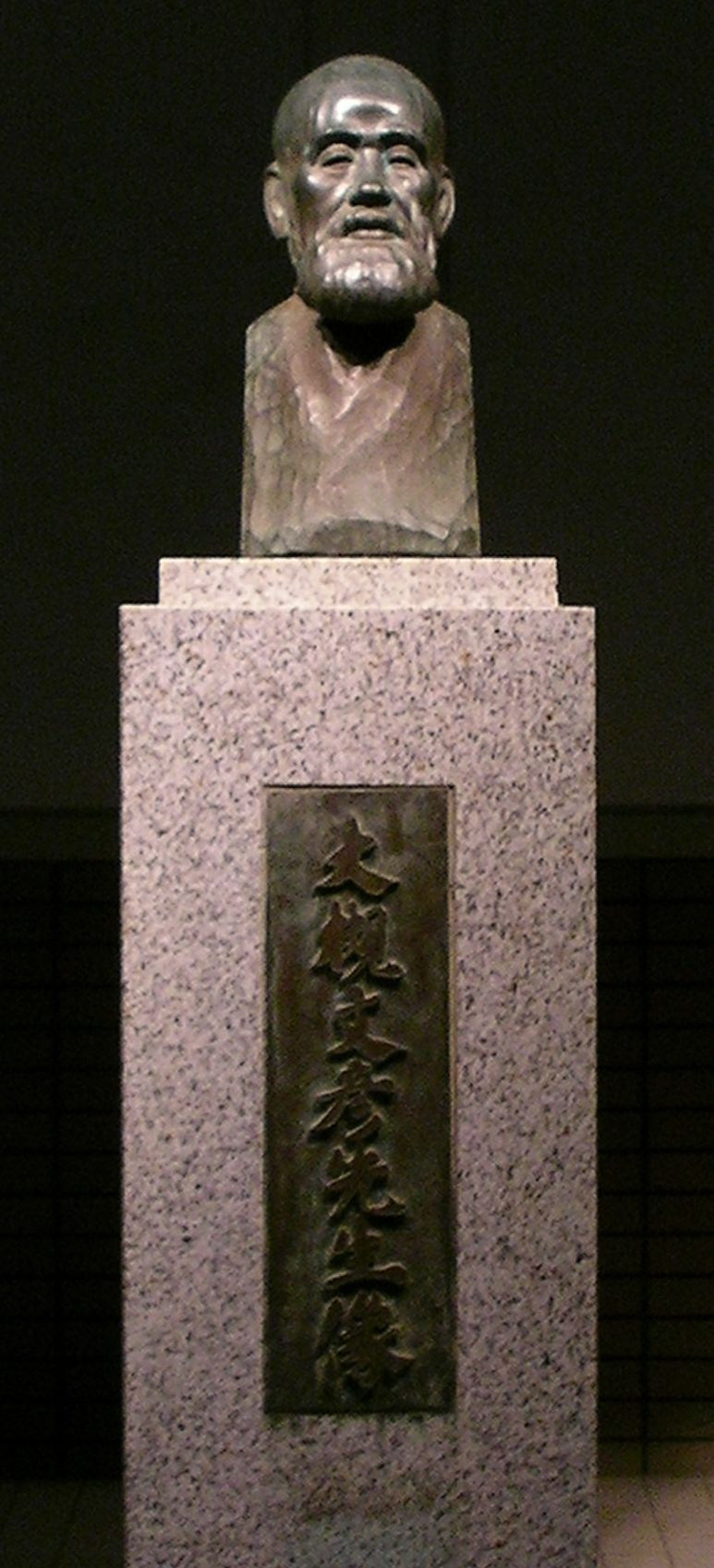
Бюст Ооцукі Фуміхіко в початковій школі Сендай, префектура Міяґі

Праці з граматики Ооцукі, особливо «Вичерпна японська граматика»  (広日本文典 Kō Nihon Bunten) та «Граматика розмовної японської» (口語法 Kōgohō), мали великий вплив на викладання японської граматики цілих поколінь аж до нашого часу.